# Nu (film fra 2003)
 For alternative betydninger, se Nu (flertydig). (Se også artikler, som begynder med Nu)
|  | Denne artikel er oprettet af botten Steenthbot ud fra en ekstern database. Den kan derfor have sproglige fejl eller mangler. Denne skabelon kan fjernes efter kontrol af indholdet. |

Nu er en dansk kortfilm fra 2003 instrueret af Simon Staho.

## Handling
Nu handler om en mand og en kvinde, der mødes i 1960. De gifter sig, fordi det skal man. Men på bryllupsnatten går det galt. De aner ikke, hvad de skal stille op med hinanden. Seksuelt. Følelsesmæssigt. Manden møder en fremmed mand, der ved, hvad han skal stille op, som kender sin seksualitet. Der opstår et kærlighedsforhold mellem de to mænd. Men der er en forhindring. Kvinden. Og hun har et usynligt kort i ærmet. Om hun spiller det? Det gør hun. Hvad der sker? Det ved ingen. Før nu!

## Medvirkende
- Mads Mikkelsen, Jakob som ung
- Mikael Persbrandt, Adam som ung
- Erland Josephson, Jakob som ældre
- Henning Moritzen, Adam som ældre
- Elin Klinga, Lisa